# Mauro Bajatierra Morán
Mauro Bajatierra Morán (Madrid, 8 de juny de 1884 – Guindalera, Madrid, 28 de març de 1939) fou un periodista i anarcosindicalista espanyol.

## Biografia
Fill d'un forner, també treballà un temps de forner. Encara que ideològicament anarquista, inicialment va estar afiliat al Sindicat de Forners de la UGT. El 1913 fou detingut per primer cop, després de l'intent d'assassinat d'Alfons XIII per part de Rafael Sancho Alegre. Fou nomenat president de la Federació d'Obrers i Peons (FOP), a la qual va representar en el Congrés Internacional per la Pau de Ferrol el 1915 i en el XII Congrés de la UGT de 1916 amb Eusebi Carbó i Carbó on proposaren fer pacte amb la CNT. Va participar en l'organització del Congrés de la CNT en el Teatre de la Comedia de Madrid celebrat al desembre de 1919. Va viatjar per Europa, aprenent francès, alemany i italià.
Amb el seu amic Pedro Vallina va participar en el Centre Federal del carrer Aguilera de Madrid i des del 1916 pertanyia a la maçoneria (a la lògia La Cantoniana de Madrid i a la francesa Plus Ultra). També fou amic d'Andreu Nin. El 1921 fou detingut novament, acusat de proporcionar les pistoles amb les que fou assassinat el president de govern Eduardo Dato e Iradier, però en el judici d'octubre de fou absolt per falta de proves, tot i que fou bandejat. El 1922 va ser membre del Comitè Clandestí de la CNT per a Rioja, Navarra i Saragossa. Durant la Dictadura de Primo de Rivera fou empresonat diverses vegades i va viure exiliat a França i a Bèlgica una temporada. El 1927 va ser processat pel complot del Puente de Vallecas, any en què participà en la fundació de la Federació Anarquista Ibèrica (FAI). El 1930 fou desterrat un temps a Castro del Río.
Durant la Segona República Espanyola va fer mítings, fomentà polèmiques en la premsa llibertària i fou jutjat en diverses ocasions per delictes de premsa. El 30 d'abril de 1935, a causa de la publicació del fullet Contra el capitalismo y contra el Estado fou condemnat per inducció a la rebel·lió a sis mesos i un dia de desterrament amb presó sense fiança.
En esclatar la guerra civil espanyola es va convertir en el principal cronista de guerra de la premsa anarcosindicalista i llibertària (Solidaridad Obrera, CNT, La Revista Blanca, Tiempos Nuevos, Acracia), alhora que participà en diferents actes i mítings de la CNT i la FAI. Les seves cròniques són considerades emotives i realistes. alhora que gracioses.
Amb l'arribada de la tropes franquistes a Madrid es nega a abandonar la ciutat. Va morir el 28 de març de 1939 al carrer Torrijos del barri de Guindalera de Madrid, afusellat a la porta de ca seva després d'haver mantingut un tiroteig amb les tropes franquistes durant la desfilada de la victòria. Altres fons mantenen que va ser detingut, jutjat sumàriament i afusellat el 2 d'abril d'aquell any. La seva companya, Julia Agudo, va morir el 4 de desembre de 1969 a Madrid.

## Obres
- Un ensayo revolucionario (1918)
- La violencia social-fascista
- El alma de la campiña
- Desde las barricadas. Una semana de revolución en España. Las jornadas de Madrid en agosto de 1917 (1918)
- Comentarios al II Congreso de la Confederación Nacional del Trabajo de España (1920)
- Como las águilas (1927)
- La virgencita de los Merinales (1927)
- El pitu de Peñarudes (1927)
- Del Madrid de mis amores (1928)
- El alimañero (1928)
- La alegría del barrio (1929)
- Fuera de la ley (1929)
- El hombre que perdió el alma blanca (1929)
- Canciones anarquistas: airones de guerra contra el capitalismo y contra el estado (1930)
- Contra el capitalismo y contra el Estado (1930)
- Los ateneos libertarios. Su orientación. Su moral. Su táctica revolucionaria. Demostración de cómo se enseña a nuestros camaradas en la vida de los centros libertarios (1930)
- La justicia de los montañeses (1930)
- Hacia otra vida (1930)
- La rapaza de pradal (1930)
- Cómo deben resolver los campesinos el problema de la tierra (1931)
- ¿Quienes mataron a Dato? (1931)
- Crónicas del frente de Madrid (1937)
- Crónica de guerra (1937)
- La guerra en las trincheras de Madrid (1937)